# Liste der Biografien/Kev
Liste der Biografien |
Portal Biografien |
Personensuche
# |
A |
B |
C |
D |
E |
F |
G |
H |
I |
J |
K |
L |
M |
N |
O |
P |
Q |
R |
S |
T |
U |
V |
W |
X |
Y |
Z |
?
 
Ka |
Kb |
Kc |
Kd |
Ke |
Kf |
Kg |
Kh |
Ki |
Kj |
Kl |
Km |
Kn |
Ko |
Kp |
Kr |
Ks |
Kt |
Ku |
Kv |
Kw |
Ky |
Kx |
Kz
 
Kea |
Keb |
Kec |
Ked |
Kee |
Kef |
Keg |
Keh |
Kei |
Kej |
Kek |
Kel |
Kem |
Ken |
Keo |
Kep |
Ker |
Kes |
Ket |
Keu |
Kev |
Kew |
Kex |
Key |
Kez
Die Liste der Biografien führt alle Personen auf, die in der deutschsprachigen Wikipedia einen Artikel haben. Dieses ist eine Teilliste mit 33 Einträgen von Personen, deren Namen mit den Buchstaben „Kev“ beginnt.

## Kev

### Keva
- Kėvalas, Kęstutis (* 1972), litauischer Geistlicher und römisch-katholischer Erzbischof von Kaunas
- Kevan, Derek (1935–2013), englischer Fußballspieler
- Kevan, Nadia (* 1955), englische Tänzerin, Tanzpädagogin und Bewegungslehrerin
- Kevan, Scott (* 1972), US-amerikanischer Kameramann
- Kevan, Stephen (* 1954), US-amerikanischer Physiker

### Keve
- Keve, András (1909–1984), ungarischer Ornithologe
- Kėvelaitis, Rytis (* 1990), litauischer Politiker
- Kevenhoerster, John Bernard (1869–1949), US-amerikanischer Ordensgeistlicher
- Kevenhörster, Paul (* 1941), deutscher Politikwissenschaftler
- Kever, Gerard (* 1956), deutscher Maler und Grafiker (Neue Wilde)
- Kever, Hein (1854–1922), niederländischer Landschaftsmaler, Radierer, Lithograf und Aquarellist
- Kever, Rocco (* 1979), deutscher Politiker (AfD)
- Kever-Henseler, Annelie (* 1947), deutsche Politikerin (SPD), MdL
- Keverberg de Kessel, Charles-Louis de (1768–1841), napoleonischer Verwaltungsbeamter und ein niederländischer und belgischer Politiker

### Kevi
- Kević, Janko (* 1986), kroatischer Handballspieler
- Keviczky, Colman Von (1909–1998), ungarischer Berufsoffizier und international vernetzter Ufologe
- Kevin (* 1994), niederländischer Rapper
- Kevin Abstract (* 1996), US-amerikanischer Rapper und Musikproduzent
- Kevin Limsakul (* 1997), deutsch-thailändischer Fußballspieler
- Kevin Sangsamanan (* 1997), thailändisch-schwedischer Fußballspieler
- Kevin von Glendalough († 618), irischer Heiliger
- Kėvišas, Gintautas (* 1954), litauischer Pianist, Kulturmanager und liberaler Politiker
- Kevitz, Alexander (1902–1981), US-amerikanischer Schachspieler

### Kevl
- Kevles, Daniel (* 1939), US-amerikanischer Wissenschaftshistoriker

### Kevo
- Kevorken, Scott (* 1991), US-amerikanischer Volleyballspieler
- Kevorkian, François (* 1954), französischer DJ und Musikproduzent
- Kevorkian, Hagop (1872–1962), türkisch-armenischer Kunstsammler und -mäzen
- Kevorkian, Jack (1928–2011), US-amerikanischer Pathologe und Suizidhelfer
- Kevorkian, Jerry (* 1933), US-amerikanischer Mathematiker und Aerodynamik-Spezialist
- Kévorkian, Raymond Haroutioun (* 1953), französischer Historiker

### Kevq
- Kevqube, Schweizer House-, Techno DJ und Musikproduzent

### Kevr
- Kevrić, Adnan (* 1970), bosnisch-herzegowinischer Fußballspieler
- Kevric, Helen (* 2008), deutsche KunstturnerinHelen Kevric (* 2008)

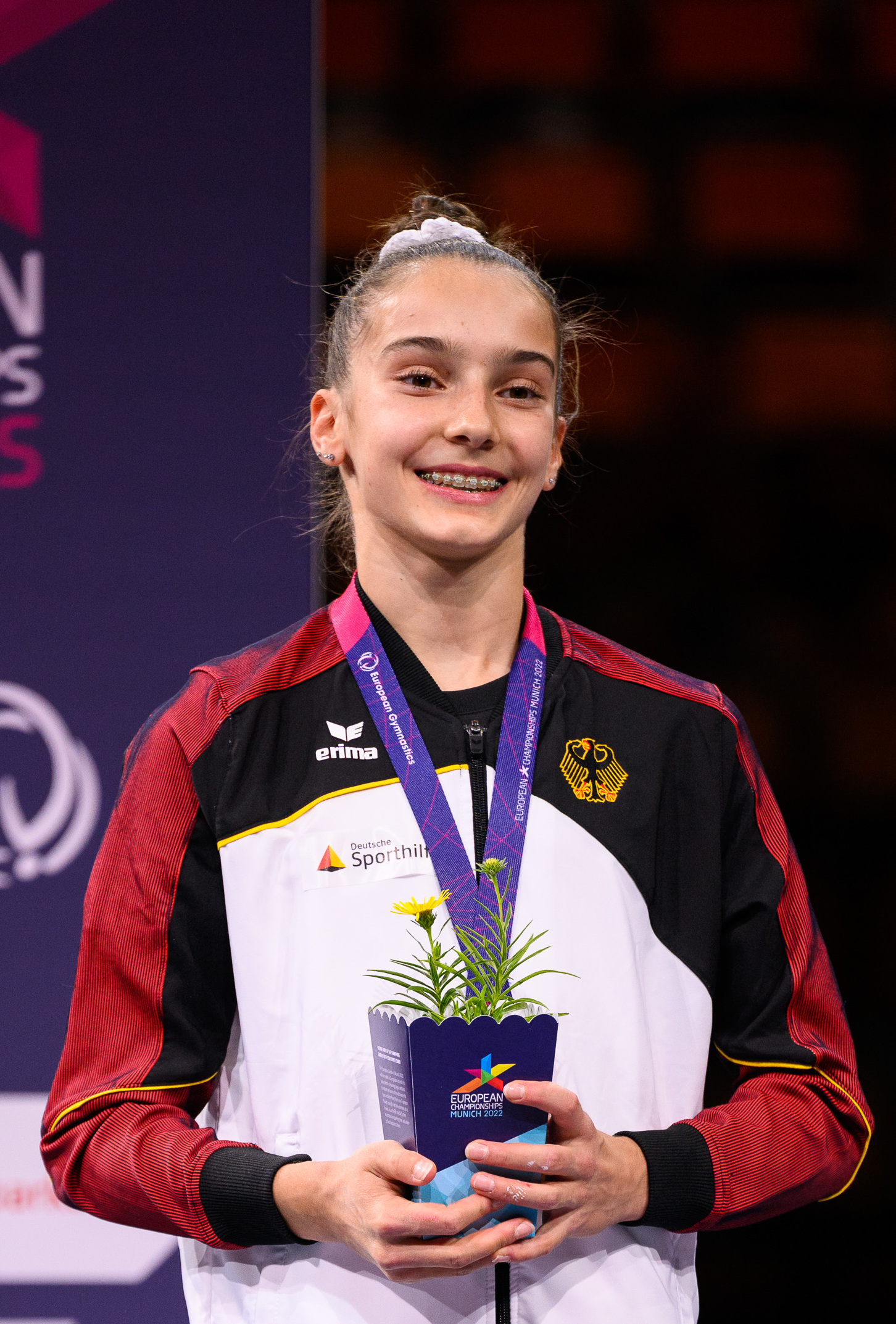
Helen Kevric (* 2008)